# Kaligri
Kaligri är en ort i Burkina Faso.   Den ligger i provinsen Province du Boulkiemdé och regionen Centre-Ouest, i den centrala delen av landet, 40 km väster om huvudstaden Ouagadougou. Kaligri ligger 324 meter över havet och antalet invånare är 1 139.
Terrängen runt Kaligri är mycket platt. Närmaste större samhälle är Tanghin-Dassouri, 17,2 km öster om Kaligri.
Omgivningarna runt Kaligri är en mosaik av jordbruksmark och naturlig växtlighet. Runt Kaligri är det ganska tätbefolkat, med 155 invånare per kvadratkilometer.